# St. Sixtus und Sinicius

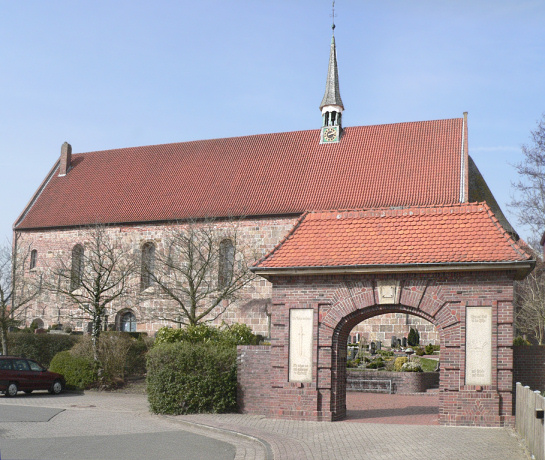
St. Sixtus und Sinicius

Die evangelisch-lutherische Kirche St. Sixtus und Sinicius ist eine denkmalgeschützte Kirche in Hohenkirchen in der Gemeinde Wangerland in Niedersachsen. Die spätromanische Granitquaderkirche wurde im 12. Jahrhundert errichtet.

## Geschichte
Die Kirche mit dem Patrozinium St. Sixtus und Sinicius geht zurück auf eine im 9. Jahrhundert vom Heiligen Ansgar gegründete Holzkirche, die die Mutterkirche des historischen Gaus Wanga war. Als Gaukirche war sie Sendkirche für die umliegenden Kirchen von Mederns, Minsen, Tettens, Middoge, Wiarden, Wüppels, Oldorf und Wangerooge. Eine steinerne Kirche wurde um 1143 auf einer sechs Meter hohen Warft gebaut. Der im 13. Jahrhundert geschaffene romanische Abendmahlskelch befindet sich heute im Niedersächsischen Landesmuseum für Kunst und Kulturgeschichte, ebenfalls eine um 1500 geschnitzte Anna selbdritt.
Über die Prediger seit der Reformation existieren ausführliche Aufzeichnungen.

## Architektur
Die heutige Kirche ist 33 Meter lang, 13 Meter breit und hat eine Giebelhöhe von 19,5 Metern. Sie ist eine spätromanische Granitquaderkirche mit Rundbogenfenstern  in den Längswänden und einer halbrunden Apsis, die rund hundert Jahre später angebaut wurde. Die Kirche besteht überwiegend aus Granitquadern und zeichnet sich durch eine sehr sorgfältige Bearbeitung der Granitquader aus. Die Bausubstanz ist fast ursprünglich, lediglich der Westgiebel ist wetterbedingt durch ein Backsteinmauerwerk ersetzt worden. Die Fensterstürze des Langhauses sind aus Sandsteinen gearbeitet, die aus den Steinbrüchen im Weserbergland stammen. Diese Bauweise ist typisch für einige Granitquaderkirchen der Region sowie für Kirchen am Unterlauf und der Mündung der Weser sowie im Ammerland.
Im Mittelalter diente sie vermutlich als Wehrkirche, da Reste eines doppelten Grabens um die Kirche gefunden wurden.

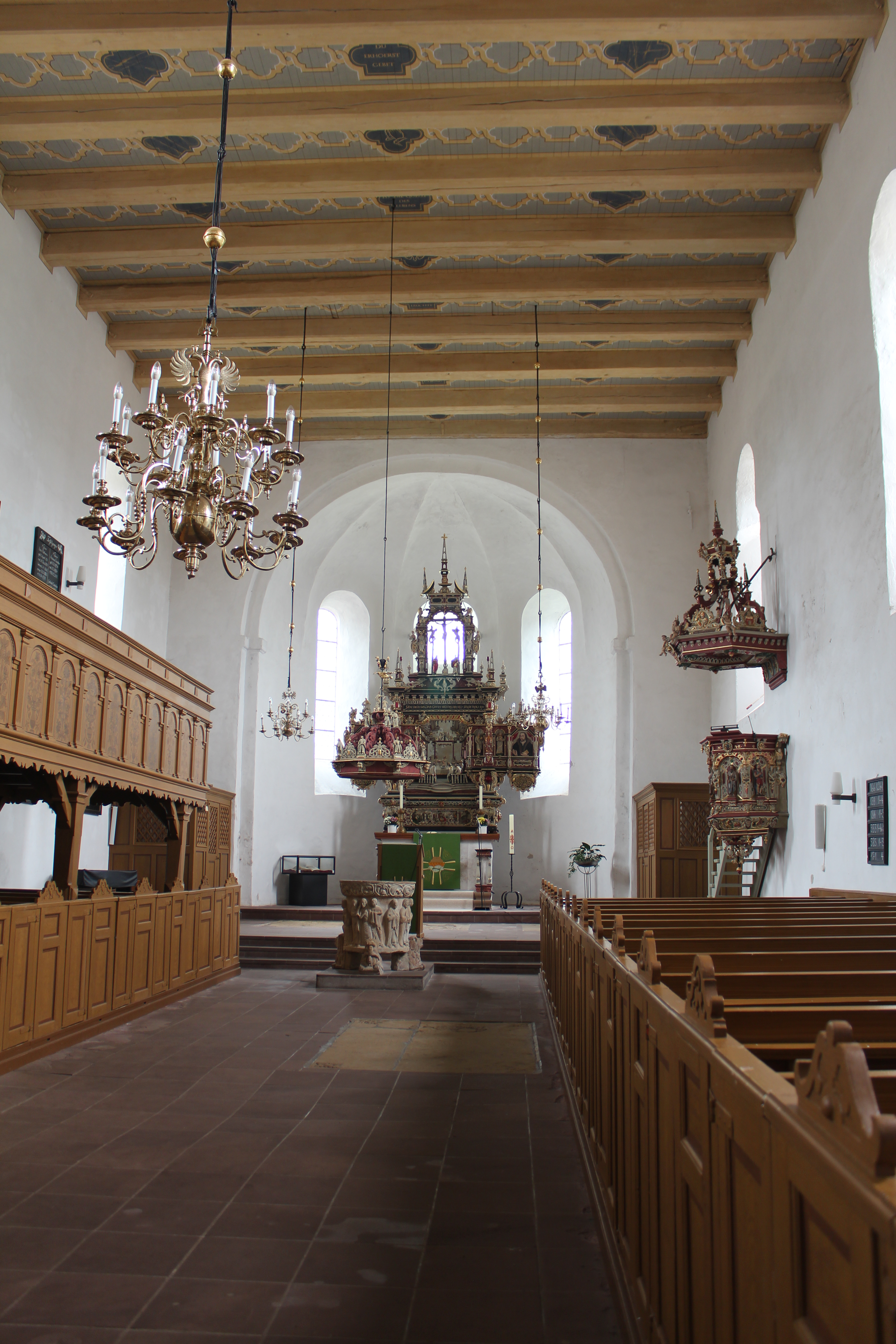
Blick durch das Kirchenschiff zu Altar, Kanzel und Taufstein

## Ausstattung

### Altar
Der Altar der Kirche gilt als einer der schönsten Schnitzaltäre des Hamburger Bildhauers Ludwig Münstermann und ist das bedeutendste Kunstwerk der Kirche. Er stammt aus dem Jahr 1620.
Mit seiner juwelenhaftigen Farbigkeit vor den weißen Apsiswänden beherrscht er den ganzen Kirchenraum. Das Retabel ist aus den zeitgenössischen Architekturmotiven geschossartig aufgebaut. Durch Kugelfüße angehoben, scheint schon die Predella mit der figurenreichen Weihnachtserzählung über dem Altartisch zu schweben. Seitlich davon haben sich die auftraggebenden Pastoren beim Austeilen von Brot und Wein darstellen lassen. In der Mitte des Hauptgeschosses ist, wie von Luther empfohlen, die Einsetzung dieses Sakraments beim letzten Abendmahl durch Christus im Kreis seiner, hier in expressiver Bewegung dargestellten Apostel thematisiert. Genau genommen ist der Moment gezeigt, als Jesus seinen zwölf Jüngern voraussagt, dass ihn einer von ihnen verraten wird. Münstermann stellt das Entsetzen und die Verzweiflung der Figuren ausdrucksvoll dar. Der bühnenartige, sich nach hinten illusionistisch verjüngende Raum dieser Szene wird mit Hilfe einer von Münstermann mehrfach, hier aber erstmals angewandten Idee ins Licht gesetzt: Durch das erst seit einigen Jahren wieder teilweise geöffnete mittlere Chorfenster fällt dessen Helligkeit auf das Geschehen und lenkt den Fokus des Betrachters. Statuetten der vier Evangelisten begleiten auf seitlichen Flügeln das Mittelbild und ganz außen erscheinen, wie hinter einem Fenster, die geschnitzten Halbfigurenreliefs von Luther (mit "Lutherschwan") und Melanchthon. Bekrönt wird der Altar durch eine Kreuzigungsgruppe, auch sie ist eingefasst durch einen phantastisch konstruierten Archtitekturbogen. Die sorgfältig restaurierte Fassung entspricht weitgehend dem originalen Zustand.

### Kanzel

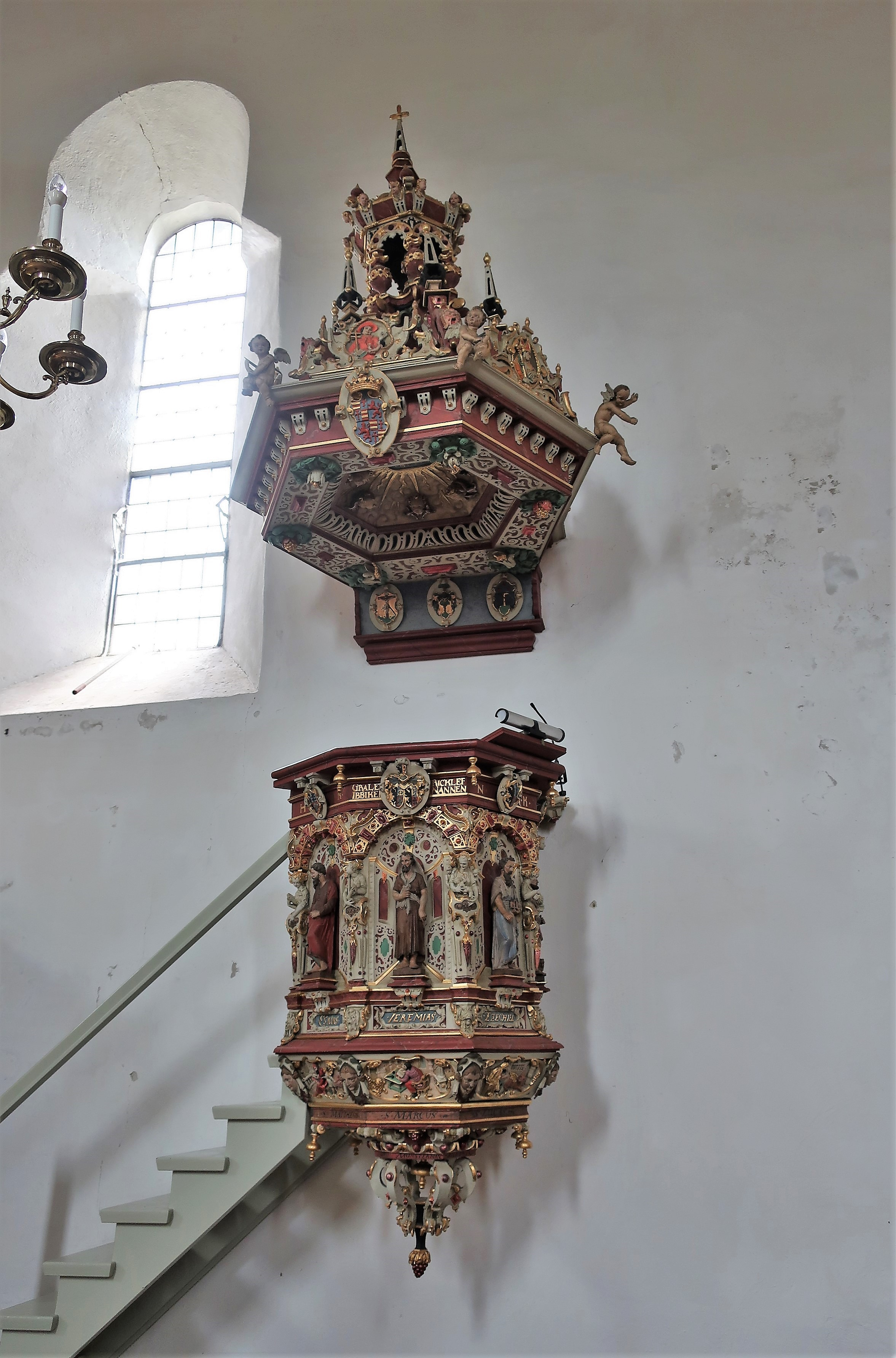
Kanzel von Ludwig Münstermann, 1628

Die von Ludwig Münstermann 1628 signierte Kanzel ist reichlich mit Ornamenten, Reliefs und Statuen verziert und zeigt am Kanzelkorb die Propheten Jesaia, Jeremia, Ezechiel und Daniel. An den Ecken werden die Tugenden Glaube, Hoffnung, Liebe, Mäßigkeit, Geduld und Wahrheit dargestellt. Im Sockelbereich finden die vier Evangelisten Platz. In den fünf Giebelchen des Schalldeckels erkennt man die Brustbilder von Kirchenvätern. Das in der protestantischen Ikonographie ungewöhnliche Detail spricht für eine Nähe der auftraggebenden Geistlichkeit zur Föderaltheologie. Wie am Altar gilt auch hier: Die Fassung entspricht weitgehend dem originalen Zustand.

### Taufstein

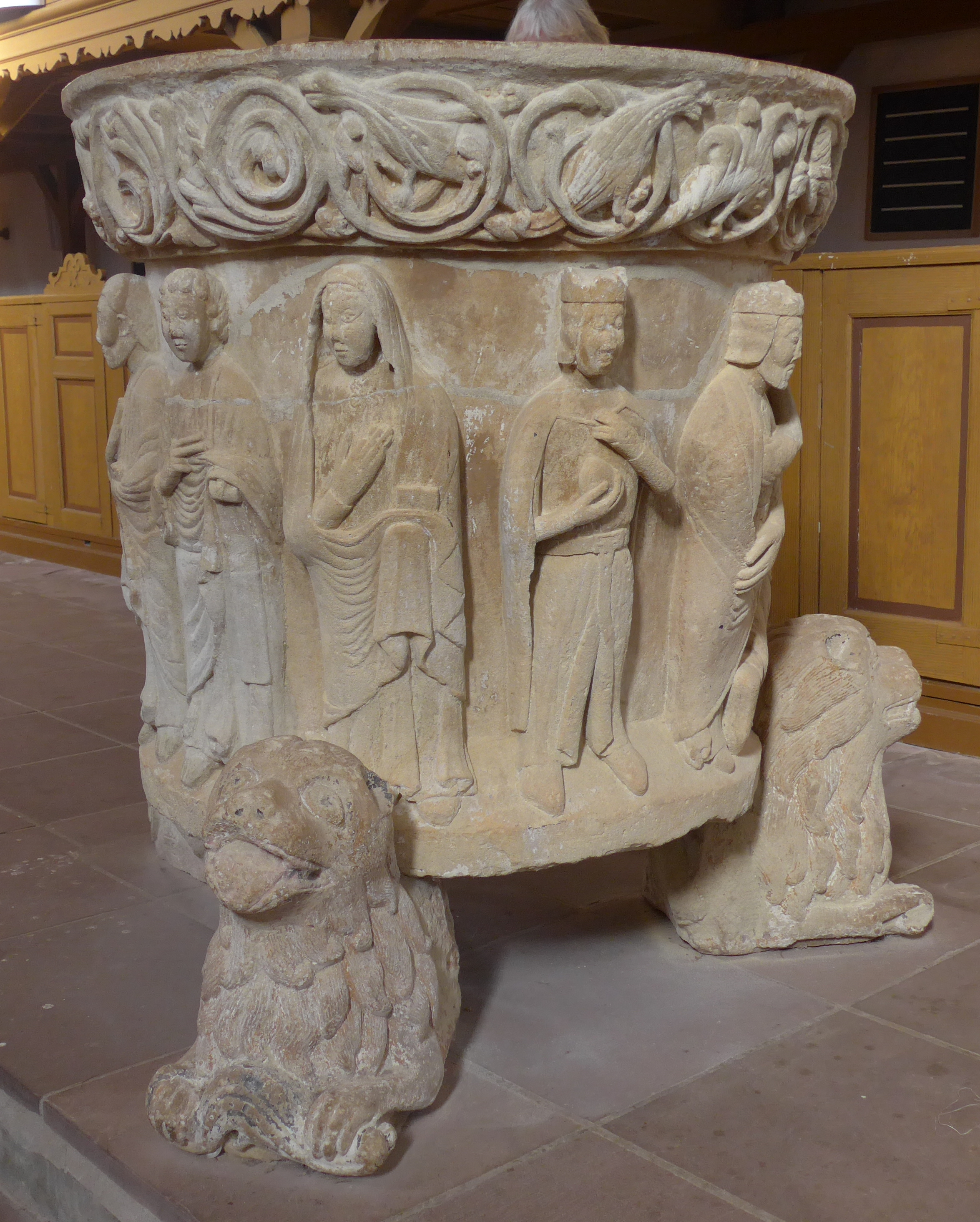
Taufbecken, um 1260

Der Taufstein von etwa 1260 ist der älteste Gegenstand in der Kirche. Das Kunstwerk besteht aus Sandstein und steht auf Löwenfüßen. Die Wandungen des Taufbeckens sind mit Reliefdarstellungen der Verkündigung, der Anbetung der drei Könige, der Taufe Christi und der beiden Kirchenpatrone Sixtus und Sinicius verziert. Am oberen Rand befindet sich ein Fries aus Rankengewinden. Der Holzdeckel des Taufsteins entstand vermutlich im letzten Viertel des 17. Jahrhunderts durch den Tischler und Holzbildhauer Hinrich Cröpelin aus Esens. Das Becken ruht auf drei Löwen, von denen einer einen Menschen im Maul hat.

### Sandsteinepitaph
An der Südwand der Kirche befindet sich ein Sandsteinepitaph aus dem Jahr 1640, für einen Pastor und seine Ehefrau. Auf ihm ist unter einer Kreuzigungsszene die kniende Stifterfamilie dargestellt.

### Orgel

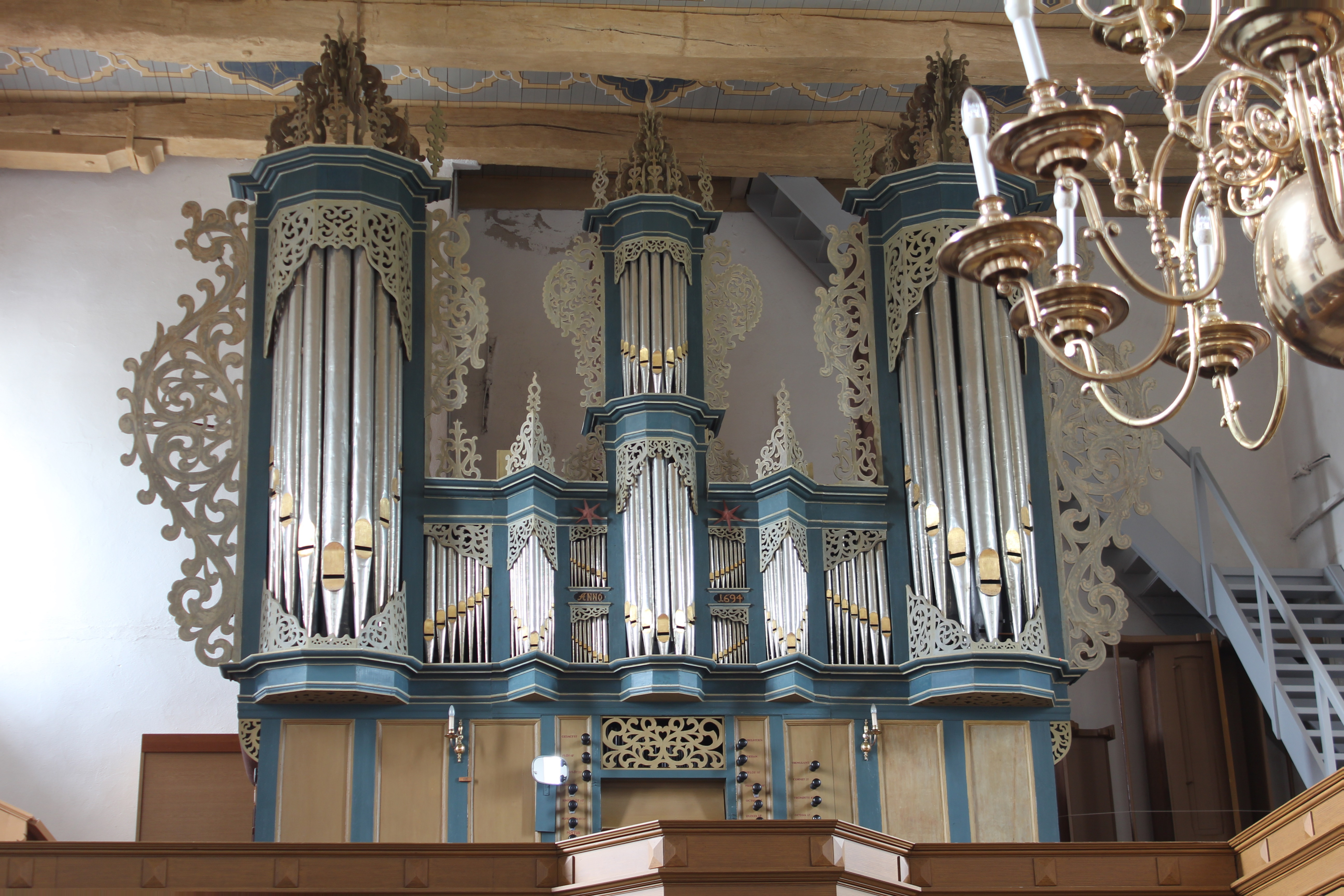
Kayser-Orgel von 1694

Im Jahr 1694 baute Joachim Kayser aus Jever eine Orgel, die zunächst nur ein Manual mit zehn Registern und ein angehängtes Pedal umfasste. Kayser ergänzte zu einem nicht bekannten Zeitpunkt ein Brustwerk  mit fünf und 1699 ein selbstständiges Pedalwerk mit sechs Registern. Johann Martin Schmid baute 1884 die Orgel eingreifend um und ersetzte das Brustwerk durch ein Schwellwerk mit romantischen Klangfarben. Im Jahr 1974 stellte die Firma Alfred Führer aus Wilhelmshaven den Zustand von 1699 wieder her. Das Gehäuse, Hauptwerks- und Pedallade, neun Register und große Teile der Traktur sind von Kayser original erhalten. Das Instrument verfügt auf mechanischen Schleifladen über 21 Register und hat nach der Schreibweise am Werk folgende Disposition:

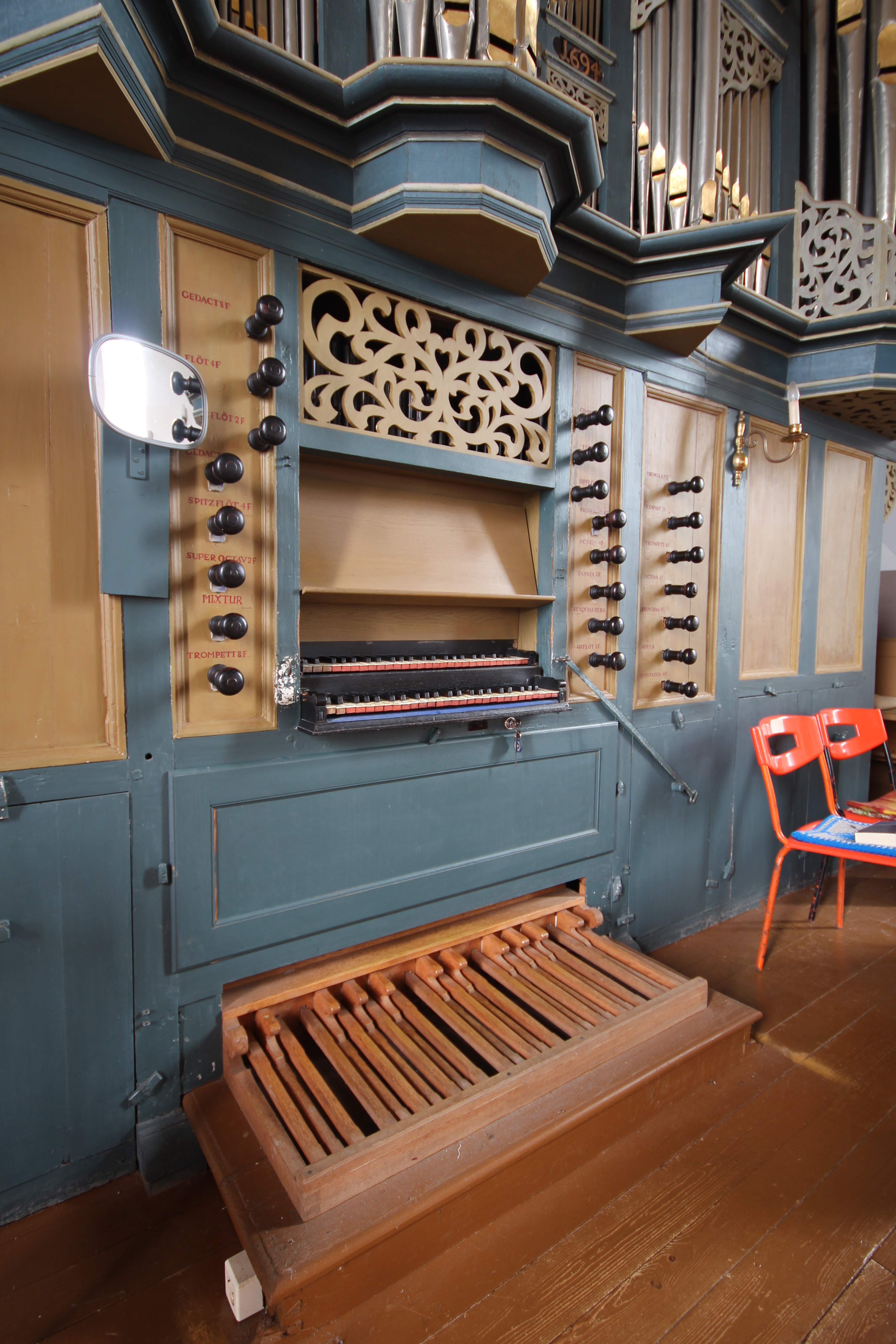
Spielanlage

| I Hauptwerk CDE–c3 |       |     |
| Principal          | 8′    | K   |
| Gedact             | 8′    | K   |
| Octava             | 4′    | K   |
| Spitzflöt          | 4′    | F   |
| Quinta             | 3′    | K   |
| Superoctav         | 2′    | K   |
| Sifflöt            | 1′    | F   |
| Sexquialtera II    | 1 ⁄3′ | F   |
| Mixtur IV–V        | 1′    | K/F |
| Trompett           | 8′    | F   |

| II Brust-Positiv C–c3 |      |   |
| Gedact                | 8′   | F |
| Flöt                  | 4′   | F |
| Spitzflöt             | 2′   | F |
| Sifflöt               | 1′   | F |
| Tertian II            | 4⁄5′ | F |

| Pedal CDE–d1 |     |     |
| Quintaden    | 16′ | K/F |
| Principal    | 8′  | K   |
| Octava       | 4′  | K   |
| Mixtur VI    |     | F   |
| Trompett     | 8′  | F   |
| Cornet       | 2′  | F   |

Weitere Angaben:
- Koppeln: II/I als Schiebekoppel
- Tremulant
- Cimbelstern

Anmerkungen:
K = Kayser (1694/1699)
F = Führer (1974)

## Glockenturm
Der aus Backsteinen gemauerte Glockenturm der Kirche steht wie bei fast allen Kirchen auf der ostfriesischen Halbinsel separat und entstand um 1500. Er ist dreiständig und befindet sich nordöstlich der Kirche.

## Kriegerdenkmal vor der Kirche
Vor dem Aufgang zur Kirche befindet sich ein 1923 errichtetes Kriegerdenkmal in Form eines gemauerten Tors. An der Vorderseite, im Durchgang sowie an der Rückseite des Tors sind Sandsteinplatten mit Inschriften eingelassen. Auf der Rückseite befinden sich die Namen der Einwohner, die im Ersten Weltkrieg gefallen sind.
Nach dem Zweiten Weltkrieg wurde das Kriegerdenkmal erweitert, indem hinter dem Tor eine Mauer errichtet wurde, auf der die Gefallenen des Zweiten Weltkrieges verewigt sind.

### Zu Münstermann
- Holger Reimers: Ludwig Münstermann, Marburg 1993, S. 298–301.
- Dietmar J. Ponert, Rolf Schäfer, mit Fotografien von Tobias Trapp: Ludwig Münstermann: der Meister – die Werkstatt – die Nachfolger : Bildhauerkunst des Manierismus im Dienste lutherischer Glaubenslehre in Kirchen der Grafschaft Oldenburg, Oldenburg: Isensee Verlag ; Regensburg: Schnell + Steiner, 2016. S. 306–327.